# Давньоримський розспів
Давньоримський розспів (фр. chant vieux-romain, англ. old Roman chant) — регіональна традиція церковної монодії католиків, що існувала в Середньовіччі в Римі, та згодом була витіснена григоріанським співом.

## Історичний нарис
Згідно з гіпотезою Гельмута Гукке, Віллі Апеля і Роберта Сноу, яку поділяє нині більшість медієвістів, давньоримський розспів, який виник близько 750 року в Римі, був експортований на північ в імперію франків у часи Каролінгів. Упродовж двохсот років він зазнав значних змін, у тому числі завдяки традиції галіканського співу, що існувала в цих місцях і донині не збереглась, і, нарешті, отримав вигляд стабільної традиції, відомої нині як григоріанський спів. З XI століття почалося поширення оновленого франкського розспіву в Римі, який поступово визнав його за «міжнародний стандарт» богослужбової музики. Остаточне придушення локальної традиції відбулося в Римі за папи Миколая III (понтифікат 1277—1280 років): григоріанський спів став основним, а місцеві нотні рукописи були практично повністю знищені. Про специфіку давньоримського розспіву нині можна судити лише за п'ятьма збереженими манускриптами XI–XIII століть — трьом градуалам і двом антифонаріям. Найдавніший градуал (XI ст.) зберігається в Бодмеровській бібліотеці (CH-CObodmer C 74), три — у Апостольській бібліотеці Ватикану (градуали I-Rvat lat.5319 і I-Rvat S Pietro F 22, антифонарій I-Rvat S Pietro B 79) і ще один антифонарій — у Британській бібліотеці (GB-Lbl Add.29988).

## Специфіка

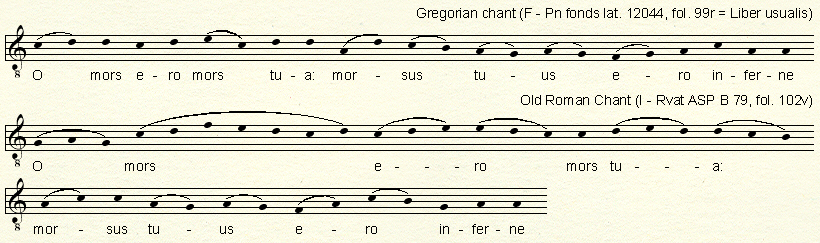
Порівняння григоріанського і давньоримської версій антифона «O mors» показує істотну відмінність у методах вокалізації тексту і в структурі мелодійної лінії

Літургійний репертуар давньоримської традиції і григоріанського мейнстриму схожий (жанри і форми, а також літургійне розподіл розспівів у денному колі богослужіння), а у техніці музичної композиції є деякі риси, які дозволяють говорити про оригінальність давньоримського розспіву. Найочевидніша різниця у вокалізації молитвословного тексту — співи давньоримської традиції мелодично розвиненіші, ніж їх північні аналоги, та є зразками розспіву мелізматичного типу. Це підкреслюється пишною орнаментацією, що характерна для всіх жанрів співів — не тільки меси, але й офіції.
Ряд специфічних особливостей також простежується в пропріальних жанрах давньоримської меси. Інтройти виконувалися з повтором псалмового вірша (versus ad repetendum), який зник у григоріанському співі з XI століття. Серед градуалів виділяється «Iustus ut palma», який має оригінальну мелодію, не схожу на григоріанський. Особливістю будови давньоримських алілуя було вишукане, мелодично розвинене, повторення початкової юбіляції після псалмового вірша (схожа риса спостерігається в алілуях амвросіанського розспіву). Крім того, деякі давньоримські алілуї містять псалмові вірші грецькою мовою (чого не буває у їх григоріанських аналогах). У давньоримських оферторіях характерне застосування особливої тринотної невми, відомої як «torculus» (наприклад, D-E-C), що виконує функцію стандартної мелодійної формули. У всіх зазначених жанрах меси також знаходяться специфічні розспіви мелізматичного типу, що не мають аналогів ні в одній з регіональних традицій (включаючи григоріанський) cantus planus.

## Дискографія
Примітка: Усі записи зроблені ансамблем «Органум» (з участю Лікурга Ангелопулоса)
- Давньоримський розспів: Візантійський період [Архівовано 27 жовтня 2018 у Wayback Machine.] (Harmonia mundi HMC 901218; зап. 1985)
- Давньоримський розспів: Меса св. [Архівовано 31 травня 2018 у Wayback Machine.] Марцелла і офіцій Страсної П'ятниці [Архівовано 31 травня 2018 у Wayback Machine.] (Harmonia mundi HMC 901382; зап. 1991)
- Давньоримський розспів: Пасхальна вечірня [Архівовано 29 жовтня 2018 у Wayback Machine.] (Harmonia mundi HMC 901604, HMA 1951604; зап. 1996)
- Давньоримський розспів: Різдво [Архівовано 16 січня 2018 у Wayback Machine.] (Zigzag Territories ZZT 081001; зап. 2008)